# Heilig-Kreuz-Basilika (Warschau)

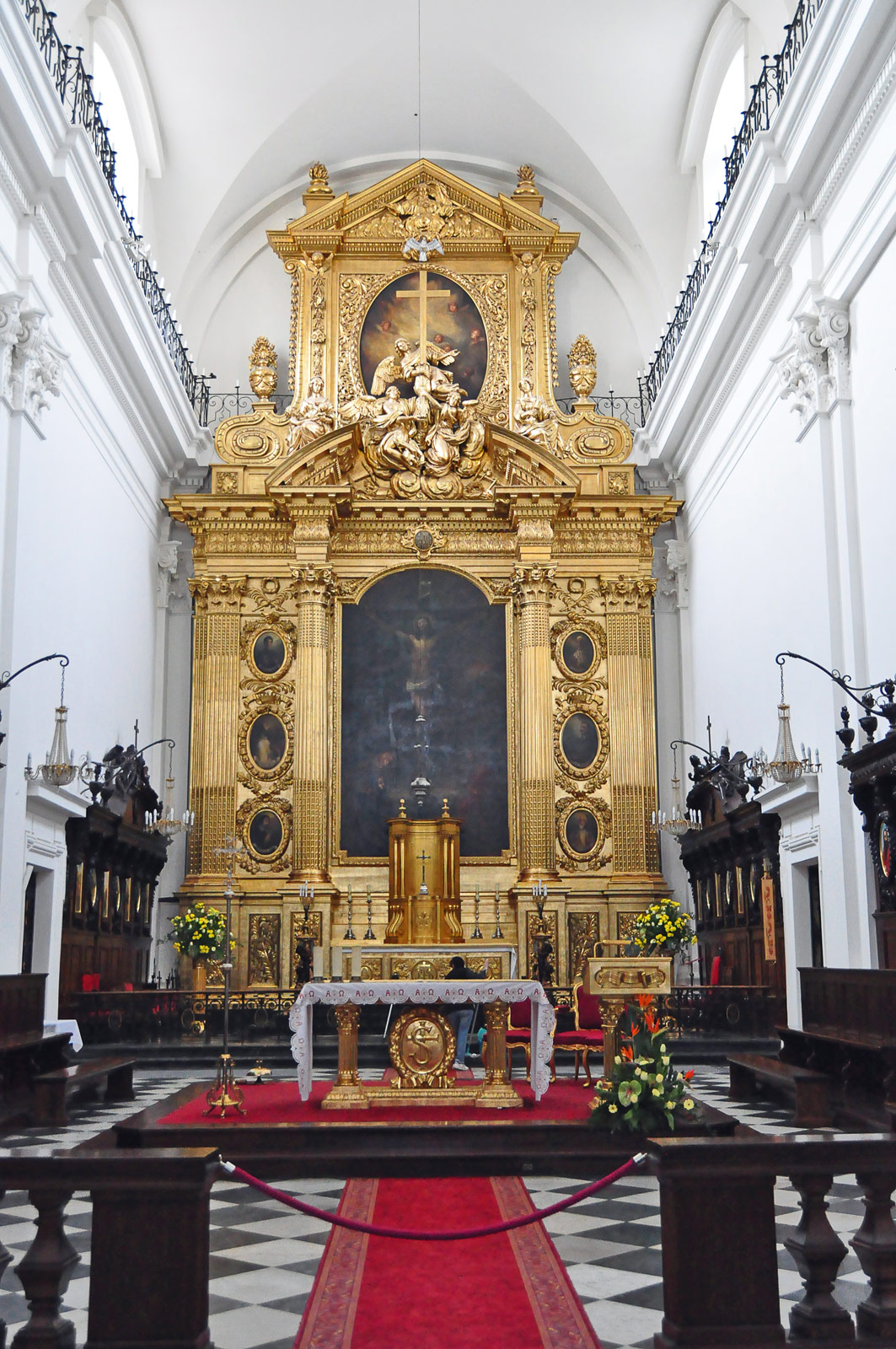
Altar

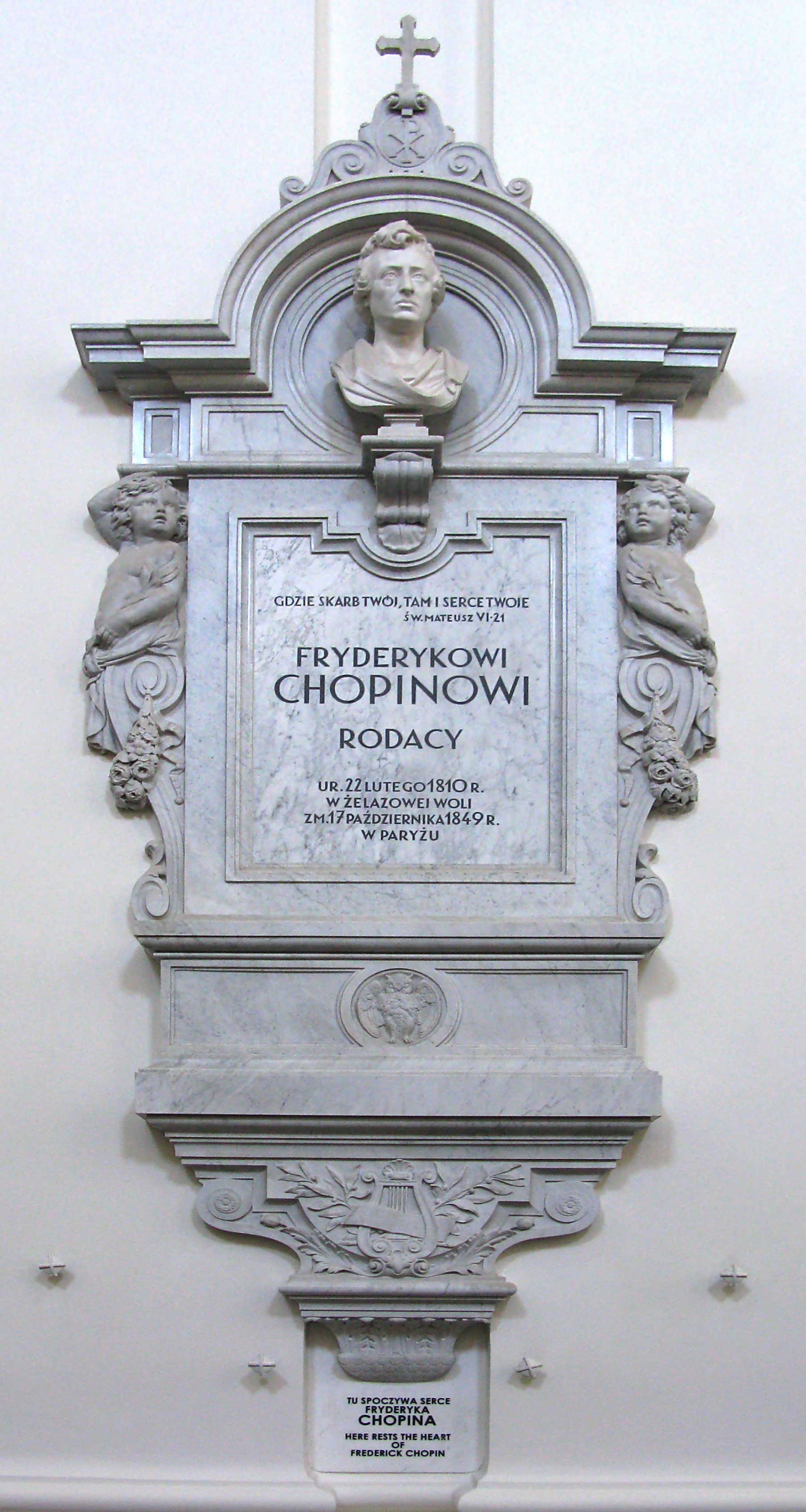
Chopin-Epitaph

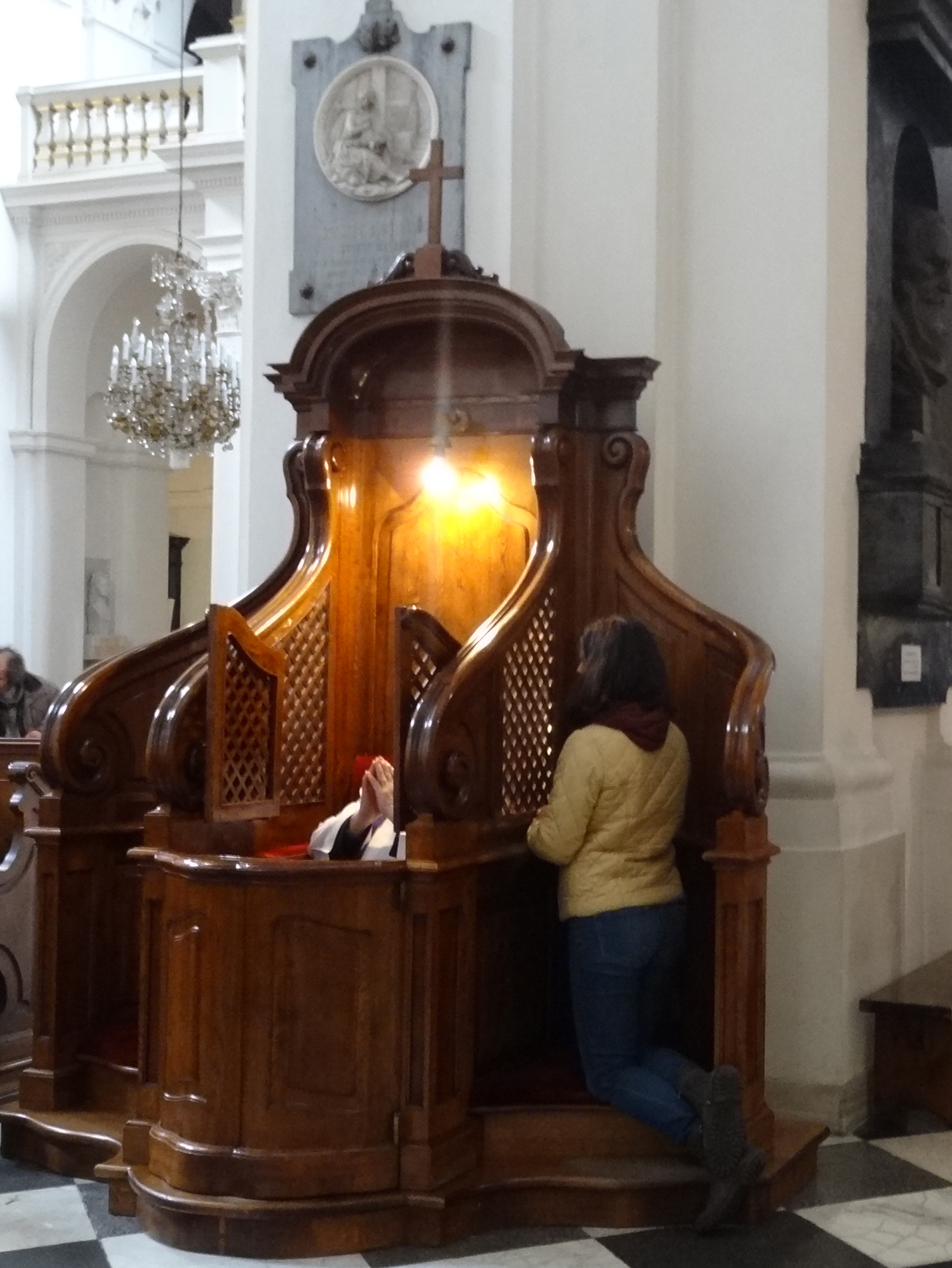
Ein gerade benutzter Beichtstuhl in der Kirche – Foto Ivonna Nowicka

Die katholische Basilika des Heiligen Kreuzes (polnisch Bazylika Świętego Krzyża) in Warschau ist eine katholische Basilika an der Krakauer Vorstadt an ihrem Südende und Übergang zur Neuen Welt.

## Geschichte

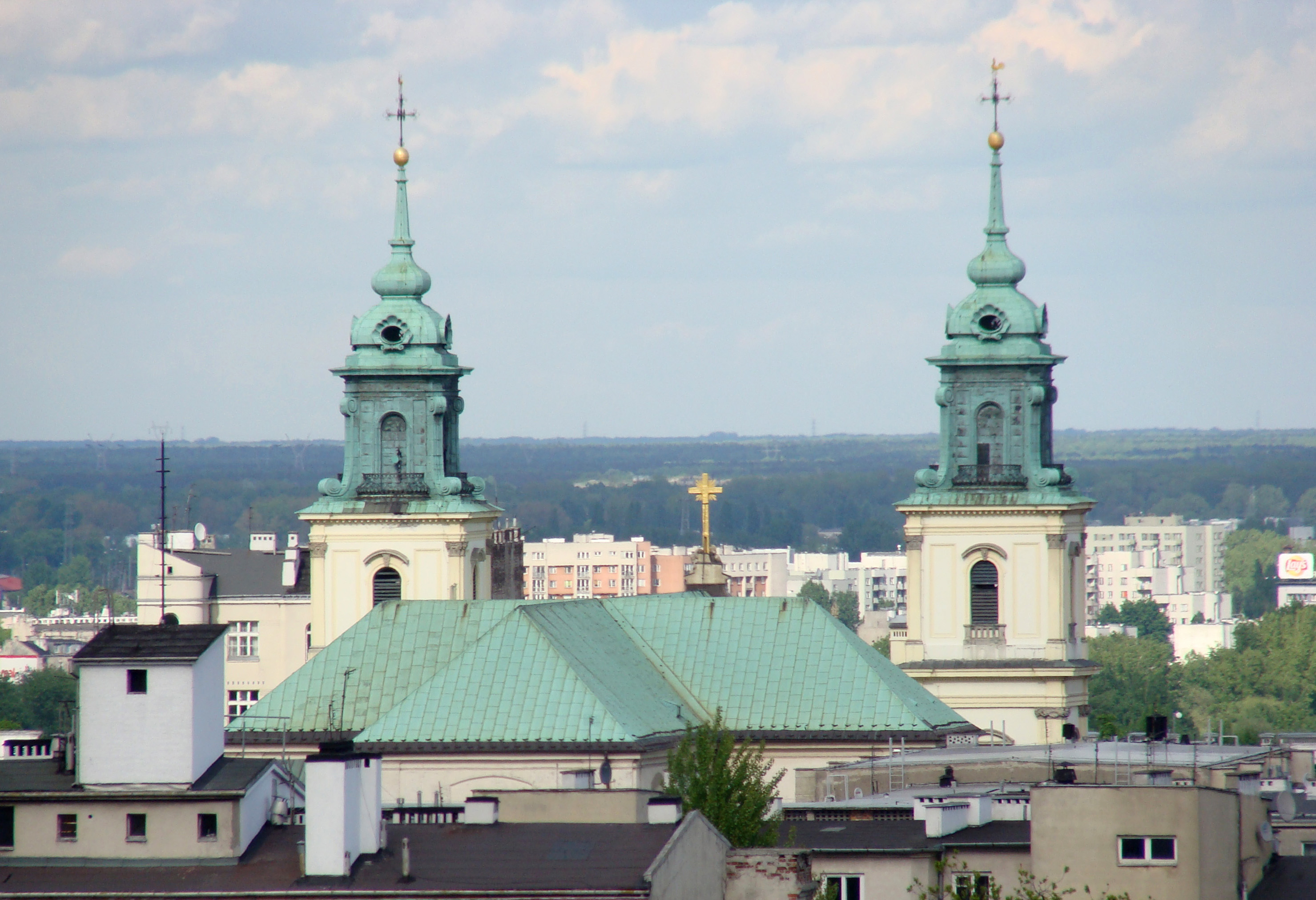
Das Kupferdach und die kupfernen Glockentürme der Kirche vom Westen aus gesehen, 2008

Die Kirche wurde 1510 zum ersten Mal urkundlich erwähnt. 1525 wurde die Kirche von Martha Möller, einer Kaufmannswitwe, ausgebaut. Sowie 1615 erneut umgebaut. Die Pfarrei wurde 1625 gegründet und die Kirche als Pfarrkirche eingeweiht. Im 17. Jahrhundert wurde sie von den Lazaristen übernommen. In der zweiten Hälfte des 17. Jahrhunderts erhielt sie ihren reifen Barockstil nach Ausbauten durch Simone Giuseppe Belotti. Die Türme gehen auf Giacomo Giuseppe Fontana, die Fassade auf dessen Sohn Giacomo Fontana und die Barockfiguren auf Johann Georg Plersch zurück. 1814 wurde Józef Antoni Poniatowski in der Kirche bestattet, bevor sein Leichnam 1817 in die Wawel-Kathedrale nach Krakau überführt wurde. Das Herz Frédéric Chopins wurde ebenfalls in der Kirche bestattet. Die Kirche brannte bereits in den ersten Kriegstagen des Zweiten Weltkriegs nach dem Bombardement durch die Luftwaffe aus und wurde während des Warschauer Aufstands von der Wehrmacht am 6. September 1944 in die Luft gesprengt. Der Wiederaufbau erfolgte in den Jahren 1945 bis 1953. Die Kirche wurde 2002 in den Rang einer Basilica minor erhoben.

## Geographische Lage
Die Kirche befindet sich an der Krakauer Vorstadt unmittelbar gegenüber dem Hauptcampus der  Warschauer Universität.